# Plaza Chacabuco (estación)
Plaza Chacabuco es una estación ferroviaria que forma parte de la red del Metro de Santiago de Chile. Se encuentra subterránea, entre las estaciones Conchalí y Hospitales de la Línea 3.

## Características y entorno
Esta estación se encuentra en la intersección de la Avenida Independencia con Hipódromo Chile, directamente bajo la Plaza Chacabuco. 
En el entorno inmediato de la estación, se encuentra la mencionada Plaza Chacabuco, el Hipódromo Chile y el Estadio Santa Laura donde juega sus partidos de local la Unión Española.

### Accesos
| Acceso | Intersección                      |
| ------ | --------------------------------- |
| A      | Av. Independencia con Santa Laura |

## MetroArte
En el interior de la estación se encuentra una de las obras realizadas por el artista Zerreitug. Esta obra, titulada Camino del Inca, visualiza uno de los intercambios comerciales que llevaban a cabo antiguamente el imperio Inca junto con el pueblo Mapuche, años antes de la llegada de los conquistadores españoles a la zona.

## Origen etimológico
La estación está ubicada bajo la Plaza Chacabuco. Aquella plaza recibe este nombre debido a que el Ejército Libertador se estableció allí luego de la Batalla de Chacabuco, el 13 de febrero de 1817. 
Además, en el pictograma que representa a la estación aparece la silueta de uno de los caballos que existe en la entrada al Hipódromo Chile.

## Galería

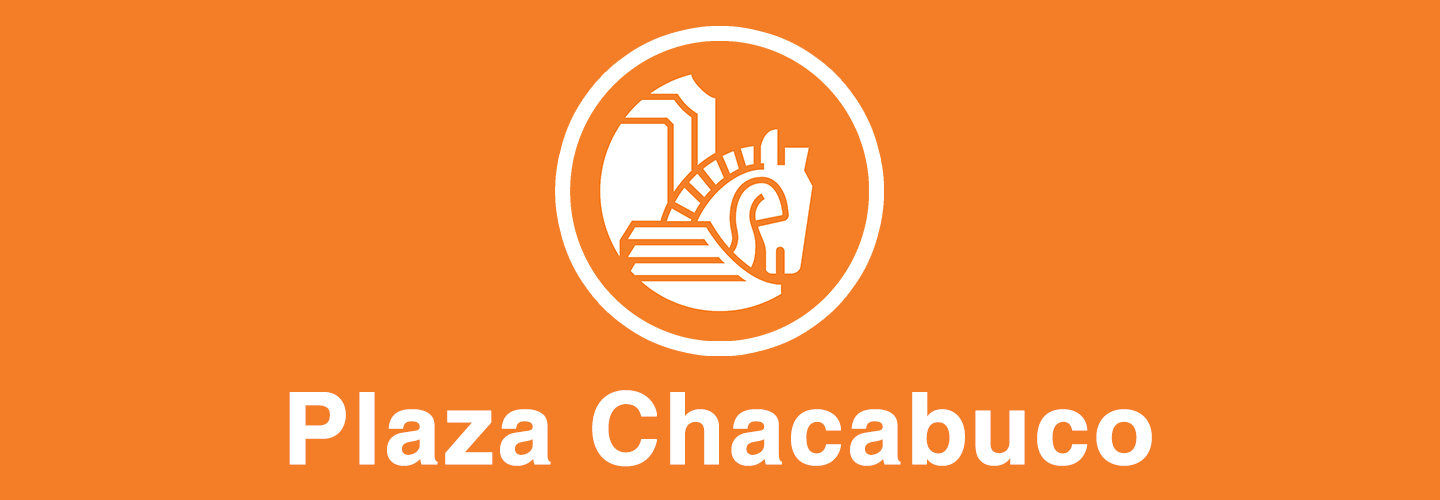
Cenefa utilizada en los andenes.
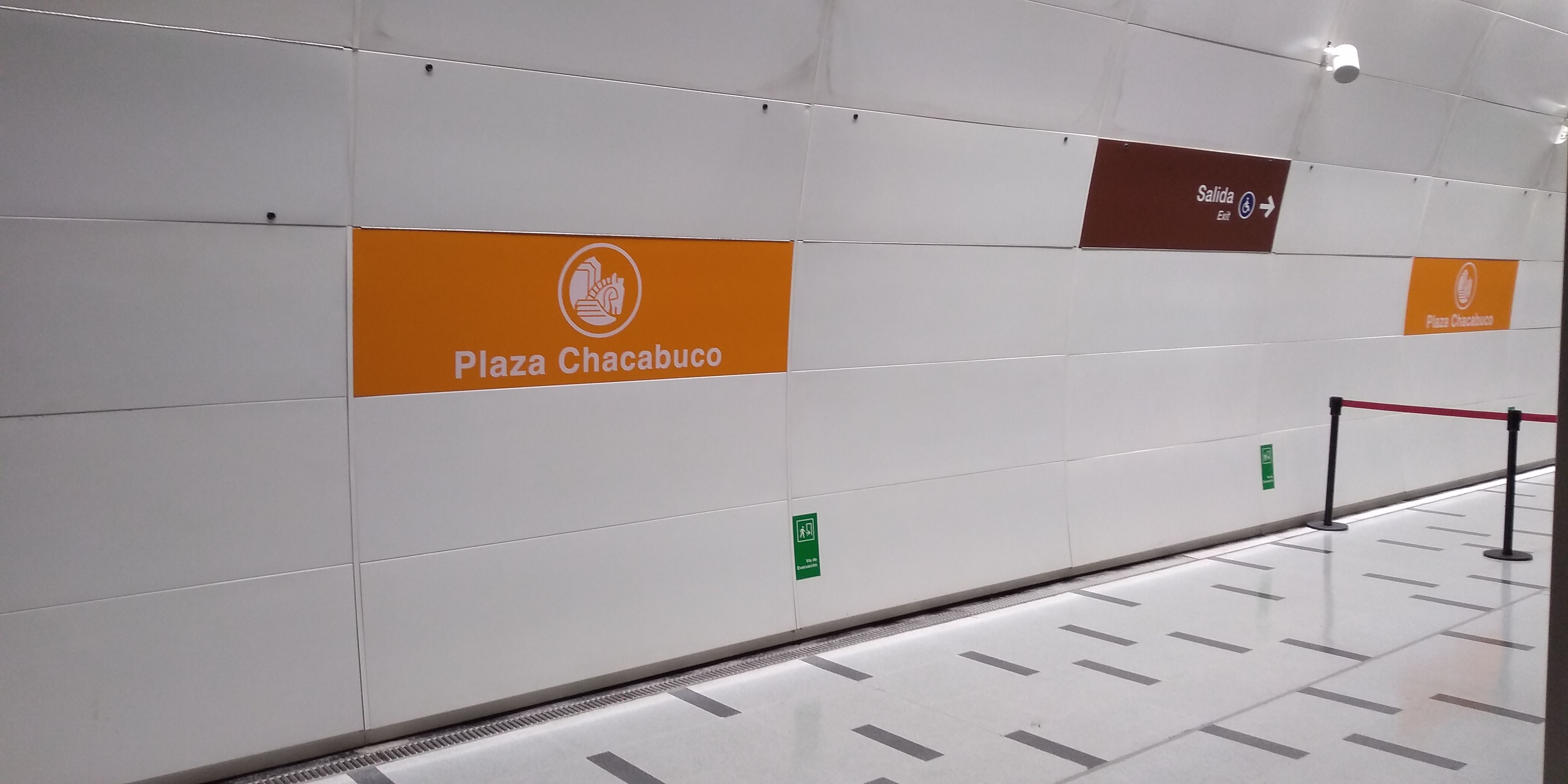

## Conexión con Red Metropolitana de Movilidad
La estación posee 4 paraderos de la Red Metropolitana de Movilidad en sus alrededores (sin la existencia de los paraderos 2, 3 y 4), los cuales corresponden a:
| Paradero/ Código                          | Recorridos |
| ----------------------------------------- | --- |
| Parada 1 / Metro Plaza Chacabuco (PB1962) | B21 (Lo Marcoleta) |
| Parada 5 / Metro Plaza Chacabuco (PB1963) | 201 (Mall Plaza Norte) - 230 (Los Libertadores) - 264n (Pedro Fontova) - 308 (Lo Marcoleta) - B14 (El Salto) - B21 (Lo Marcoleta) - B25 (Metro Vespucio Norte) - B27 (Metro Vespucio Norte) - B41 (Mall Plaza Norte) |
| Parada 6 / Metro Plaza Chacabuco (PB1960) | 201 (San Bernardo) - 230 (Centro) - 264n (Santo Tomás) - 308 (Mapocho) - B14 (Mapocho) - B25 (Metro Cerro Blanco) - B27 (Metro Salvador) - B41 (Metro Cerro Blanco)                                                  |
| Parada 7 / Metro Plaza Chacabuco (PB1961) | B21 (Plaza Chacabuco) |